# Hermann Maurice Cossmann
Hermann Maurice Cossmann (Berlin, 21 juillet 1820 - Franconville, 17 septembre 1890) est un artiste peintre et graveur franco-allemand d'origine prussienne, qui fit une grande partie de sa carrière en France.

## Biographie
Hermann Moritz Cossmann est né de parents français en juillet 1820 à Berlin, une ville dans laquelle il suit, à partir de 1842, des cours particuliers avec le peintre Johann Samuel Otto (1798-1878). Il intègre ensuite la Königlich Preußischen Akademie der Künste, où il expose jusqu'en 1852 de façon régulière. Durant cet intervalle, il part s'installer à Paris pour suivre les cours d'Eugène Lepoittevin et pratiquer la lithographie. En France, il participe au Salon à partir de 1845 et ce, jusqu'en 1885. Au début, il montre aux publics français des portraits peints et des études. Il habite quartier Montmartre. Puis, il expose des tableaux inspirés de la littérature classique en vogue. Sous le Second Empire, il déménage quartier de la Madeleine puis s'installe rue Saint-Georges, et se lance dans la production de scènes de genre en signant « Maurice Cossmann ». Naturalisé français avant 1859, il continue d'exposer au Salon parisien même après la guerre de 1870.
En 1886, il participe à la 2e exposition internationale de blanc et noir et y présente des gravures originales, sans doute des eaux-fortes[réf. souhaitée].
Il compta parmi ses élèves Prosper Henri Wirth.
Mort en septembre 1890 à Franconville, il avait épousé Laure Quesney, professeure de piano ; le couple eut un fils, devenu le paléontologue Maurice Cossmann.

## Conservation
- La Malibran, huile sur toile, 131 x 99 cm, Bagnères-de-Bigorre, musée Salies[6].
- Scène d'intérieur, huile sur toile, 74 x 63,5 cm, s.d., Pau, musée des beaux-arts de Pau[7].

## Galerie

Peintures à l'huile
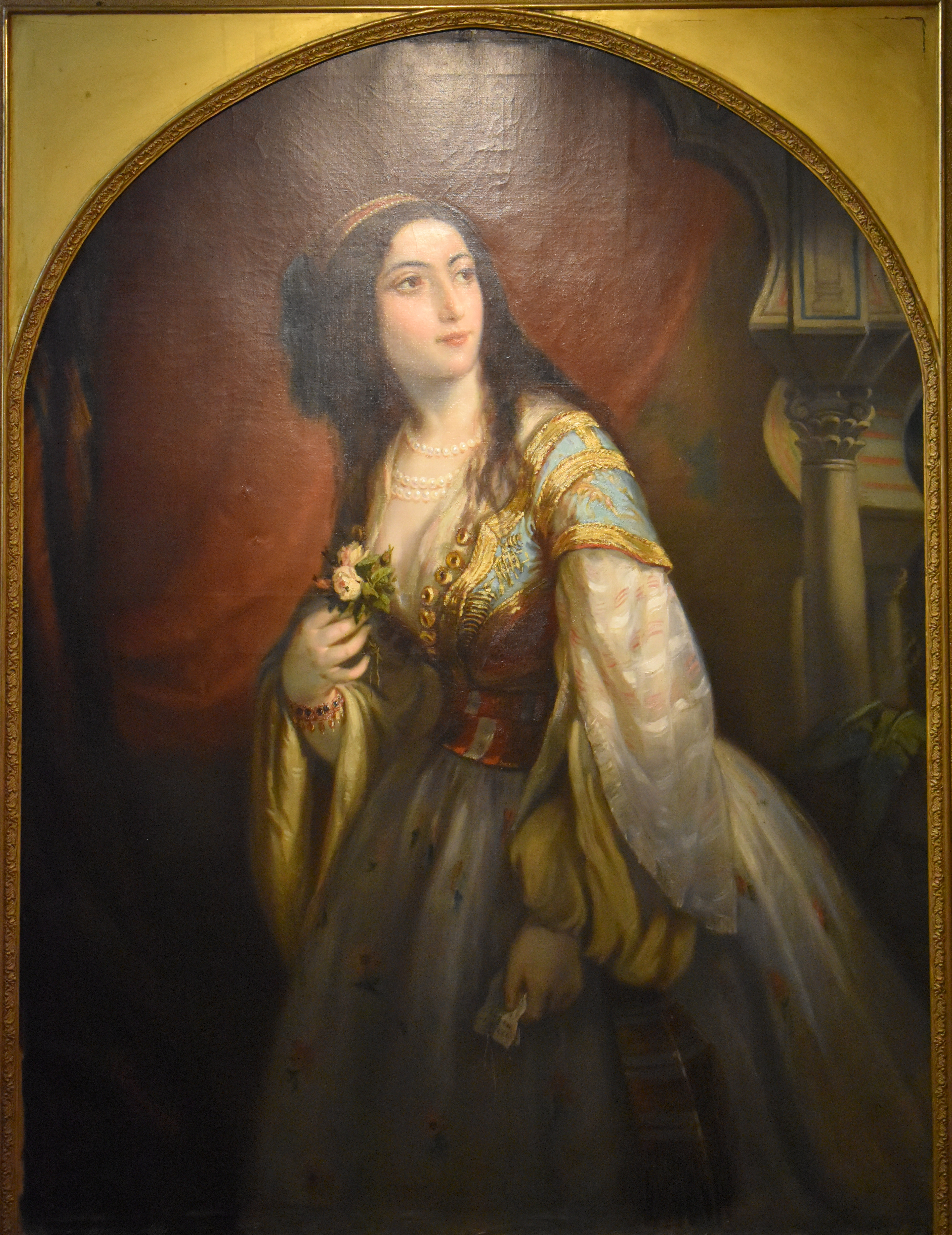
La Malibran, musée Salies.
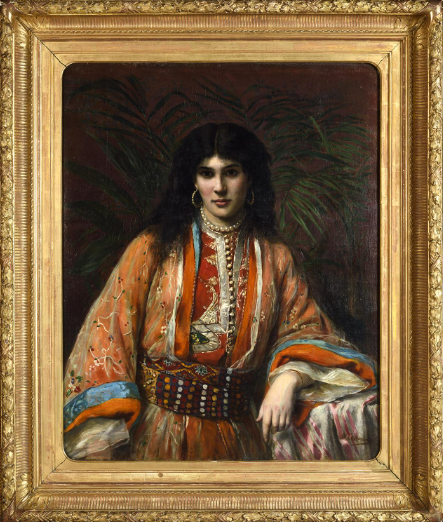
La Belle Marocaine.